# Geografia Surinamu

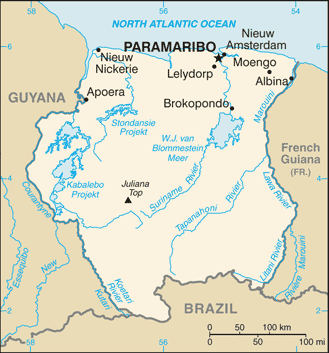
Mapa Surinamu

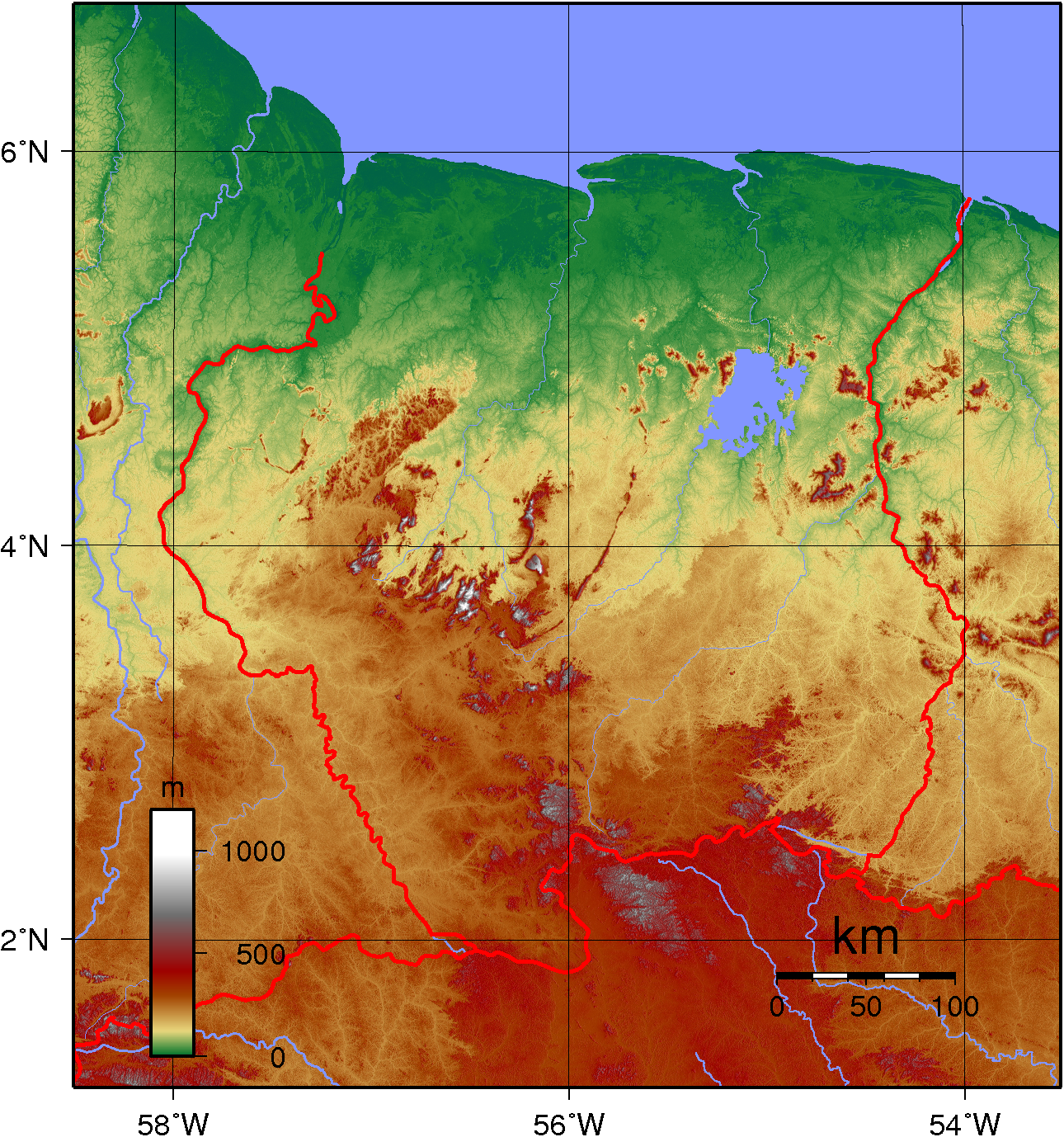
Topografia Surinamu

Surinam jest najmniejszym państwem Ameryki Południowej, pomijając Gujanę Francuską, która jest terytorium należącym do Francji. Surinam leży w północno-wschodniej części Ameryki Południowej, nad Oceanem Atlantyckim. Kraj ten cechuje się równikowym klimatem, gęstą siecią rzek i bujnymi lasami tropikalnymi. Gospodarka Surinamu opiera się na wydobyciu surowców mineralnych, głównie boksytu.

## Powierzchnia i granice
Surinam leży w północno-wschodniej części Ameryki Południowej, nad Oceanem Atlantyckim. Zajmuje powierzchnię 163 820 km², przy czym 156 000 km² to ląd, a 7820 km² to wody. Jest najmniejszym niepodległym państwem Ameryki Południowej. Gujana Francuska – terytorium należące do Francji – ma o połowę mniejszą powierzchnię. Długość linii brzegowej Surinamu wynosi 383 km.
Surinam (dawniej Gujana Holenderska) leży w regionie geograficznym nazywanym Gujaną, obejmującym również Gujanę (dawniej Gujana Brytyjska), francuski departament zamorski Gujany (Gujana Francuska), brazylijski stan Amapá (wcześniej Gujana Portugalska, a później Gujana Brazylijska) oraz wenezuelski region Gujany (dawniej Gujana Hiszpańska).
Skrajne punkty: północny 6°7'N, południowy 1°50'N, zachodni 58°2'W, wschodni 53°59'W. Rozciągłość południkowa wynosi 460 km, a równoleżnikowa 455 km.
Surinam graniczy z następującymi państwami:
- na zachodzie z Gujaną – długość granicy to 600 km[1]
- na południu z Brazylią – 597 km[1]
- na wschodzie z Gujaną Francuską – 510 km[1]

## Budowa geologiczna i rzeźba

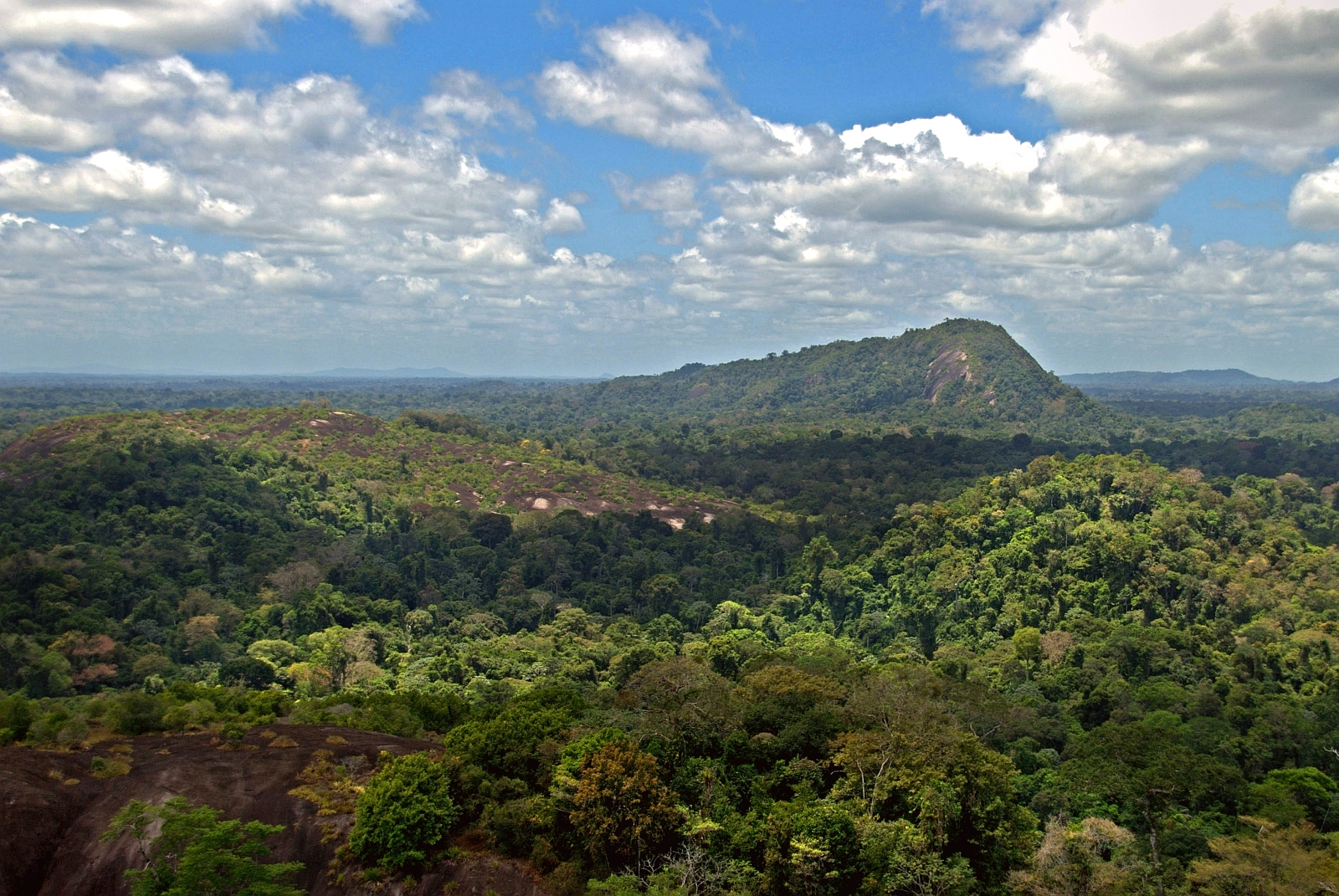
Krajobraz południowej części kraju

Surinam leży na obszarze płyty południowoamerykańskiej, zajmując tarczę gujańską, oraz na fragmencie tarczy brazylijskiej.
Dzieli się na dwie części: nizinną północ i wyżynno-górzyste południe.
Północna część leży w obrębie Niziny Gujańskiej. Obszar ten budują osady rzeczne i jeziorne. Pierwotnie były to tereny podmokłe i silnie zabagnione, a obecnie większość terenów jest osuszonych i odwodnionych. Region ten jest szeroki we wschodniej części na 15–20 km, a na zachodzie rozszerza się do 100 km. Średnia wysokość to około 50 m n.p.m. na południu i 10 m n.p.m. na północy.
Linia brzegowa jest słabo rozwinięta, w wielu miejscach wyrównana bez wyraźnych zatok. Wybrzeże, przeważnie namorzynowe, jest niskie i zabagnione. Część linii brzegowej jest zagospodarowana, gdzie występują plaże będące atrakcją turystyczną kraju.
Południowy region zajęty przez fragment Wyżyny Gujańskiej tworzą mocno zdenudowane góry ostańcowe, gdzie dominują Góry Wilhelminy, rozciągające się z zachodu na wschód na przestrzeni 115 km, z najwyższym szczytem kraju – Juliana Top (1280 m n.p.m.). Obszar ten budują głównie skały metamorficzne. Jest to region pagórkowaty o średniej wysokości od 50 do 400 m n.p.m. Na samym południu Surinamu znajdują się pasma niskich gór, do których obok Gór Wilhelminy należą: Góry Gebergte i Góry Eilerts de Haan Gebergte oraz kilka innych grzbietów górskich. Na granicy z Brazylią leży łańcuch Serra Tumucumaque.

## Klimat
Surinam leży w strefie klimatu równikowego wilgotnego, który charakteryzuje się wysokimi temperaturami powietrza przez cały rok i wysokimi opadami deszczu, które także występują przez cały rok.
Temperatury powietrza cechują się niewielkimi rocznymi, dobowymi, a także regionalnymi amplitudami termicznymi. Średnia temperatura wynosi na nizinach nadmorskich +27 °C, na południu kraju +25 °C. Najcieplejszy okres w roku to wrzesień i październik, a najchłodniejszy styczeń. Różnice między tymi okresami nie przekraczają 2 °C. W kraju nie występują ekstrema termiczne.
Opady są wysokie, choć w ich przypadku występują różnice regionalne. Na wybrzeżu opady są niższe niż na południu kraju. Średnie wartości opadowe w ciągu roku w Paramaribo wynoszą 2219 mm, na południu, na szczycie Tafel Berg w Górach Wilhelminy, opad roczny wynosi 2814 mm. Największe nasilenie opadów występuje od kwietnia do czerwca.
Na północy występują cztery pory roku: mała pora deszczowa od początku grudnia do początku lutego, mała pora sucha od początku lutego do końca kwietnia, duża pora deszczowa od końca kwietnia do połowy sierpnia i duża pora sucha od połowy sierpnia do początku grudnia.
| Miesiąc                                   | Sty | Lut | Mar | Kwi | Maj | Cze | Lip | Sie | Wrz | Paź | Lis | Gru |     |
| ----------------------------------------- | --- | --- | --- | --- | --- | --- | --- | --- | --- | --- | --- | --- | --- |
| Średnie temperatury w dzień [°C]          | 30  | 30  | 31  | 31  | 31  | 31  | 32  | 32  | 33  | 33  | 32  | 31  |     |
| Średnie temperatury w nocy [°C]           | 22  | 22  | 22  | 23  | 23  | 22  | 22  | 22  | 23  | 23  | 23  | 22  |     |
| Opady deszczu [mm]                        | 210 | 135 | 155 | 220 | 310 | 330 | 245 | 180 | 95  | 90  | 110 | 175 |     |
| Średnia liczba dni deszczowych            | 18  | 13  | 15  | 17  | 23  | 24  | 21  | 15  | 9   | 9   | 12  | 18  | 194 |
| Źródło: www.klimaatinfo.nl 2019-07-21     |     |     |     |     |     |     |     |     |     |     |     |     |     |
| Źródło #2: www.worldmeteo.info 2019-07-21 |     |     |     |     |     |     |     |     |     |     |     |     |     |

## Wody

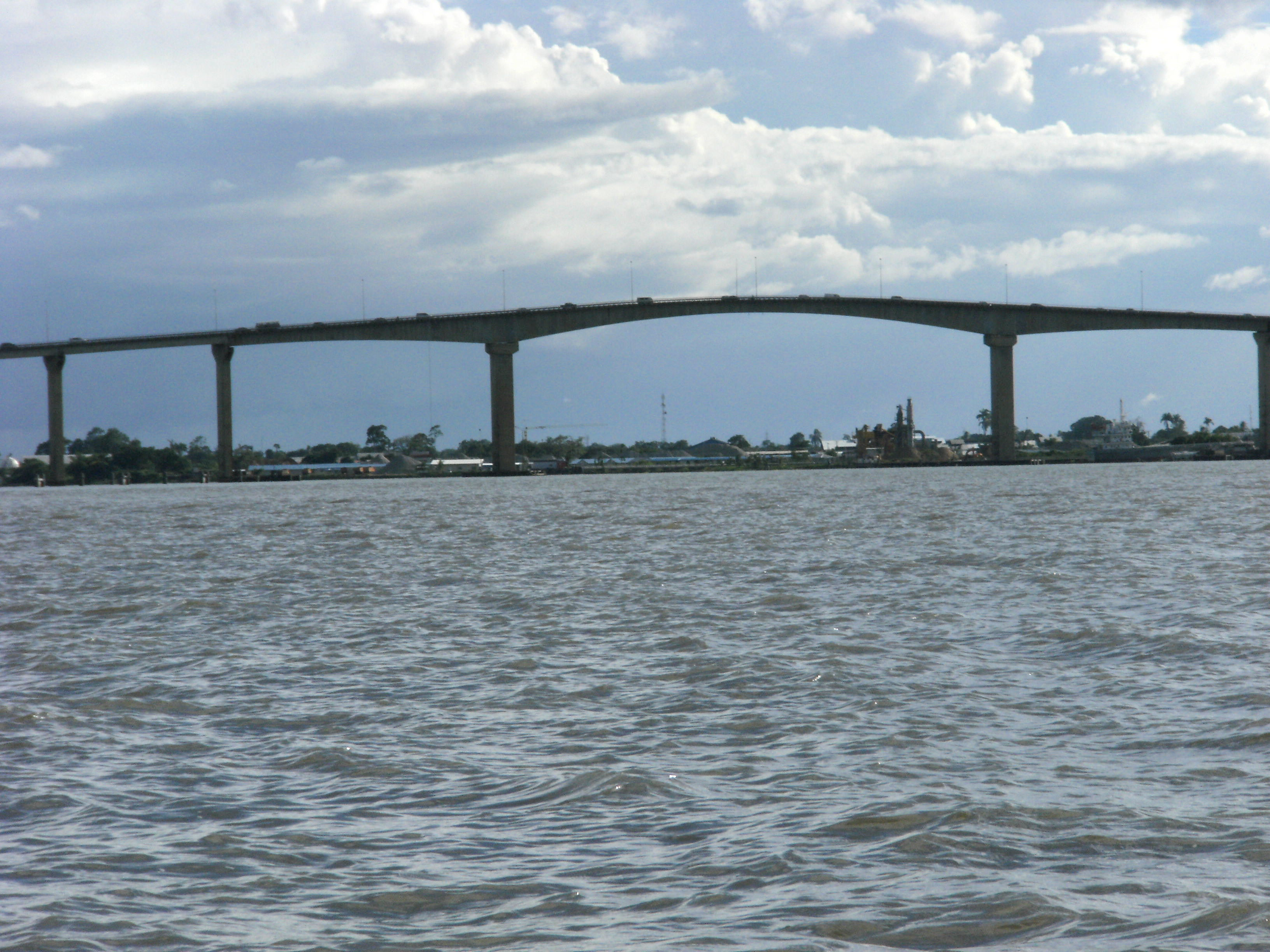
Most Jules'a Wijdenboscha na rzece Surinam

Sieć rzeczna jest gęsta i charakteryzuje się dużą zasobnością w wody, co jest typowe dla wilgotnego klimatu. Rzeki na południu kraju mają duży potencjał hydroenergetyczny ze względu na liczne bystrza, progi i wodospady. Surinam należy do zlewiska Oceanu Atlantyckiego i wszystkie rzeki kraju płyną z południa na północ.
Do największych rzek należą:
- Commewijne – dopływ Surinamu[3]
- Coppename – rzeka graniczna z Gujaną Francuską[4]
- Corantijn (Courantyne) – rzeka graniczna z Gujaną[4], o długości około 700 km
- Cottica – dopływ Surinamu[3]
- Maroijne (Maroni) – rzeka graniczna z Gujaną Francuską[4], o długości około 750 km
- Nickerie
- Saramacca
- Surinam – rzeka graniczna z Gujaną Francuską[4], o długości około 480 km[3], na rzece zbudowano tamę Afobaka i zbiornik Brokopondo[3]

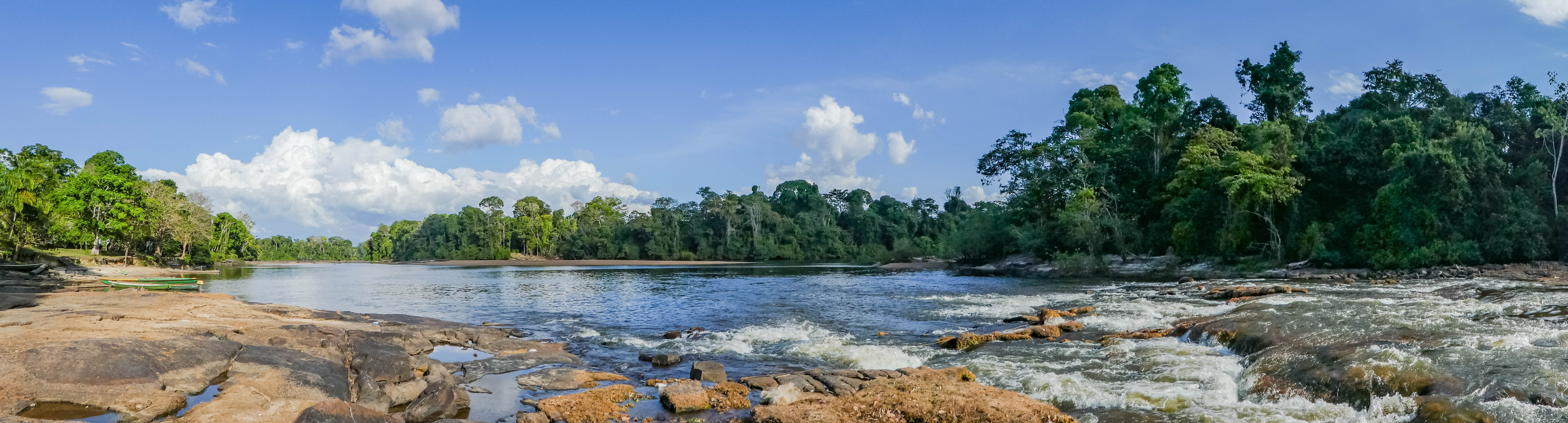
Rzeka Surinam koło Gunsi

## Gleby
W Surinamie przeważającą formacją glebową są mało żyzne gleby laterytowe o czerwono żółtej barwie, na których rośnie las tropikalny. W sąsiedztwie rzek występują gleby aluwialne, a strefa nadmorska pokryta jest w wielu miejscach glebami bagiennymi.

## Szata roślinna
Szata roślinna jest bardzo dobrze zachowana. Około 90% powierzchni Surinamu pokrywa niejednorodny las tropikalny stanowiący siedlisko dla 15 tys. gatunków roślin naczyniowych (około 5% wszystkich gatunków na świecie), w tym z ponad tysiącem gatunków drzew. Skład gatunkowy jest typowy dla Amazonii, rosną tam mahonie, cedrzyki, drzewiaste paprocie, puchowce i wiele innych rodzajów drzew. Tam, gdzie wybrzeże nie zostało przeobrażone, rosną lasy namorzynowe. W nadbrzeżnych regionach Surinamu tereny pokrywa także drzewiasta, wilgotna sawanna, a w górach występuje górska odmiana sawanny.
W strefie przybrzeżnej występuje około 4000 gatunków paproci i roślin nasiennych oraz wielka różnorodność mchów i grzybów.

## Fauna
Ze względu na znaczący procent lasów zajmujących kraj i znikomą gęstość zaludnienia fauna jest dobrze zachowana. W lasach żyje wiele gatunków różnych zwierząt, które wchodzą w skład krainy gujańsko-brazylijskiej. Występuje tu ponad 2 tys. gatunków kręgowców, w tym 282 gatunki ssaków, ponad 1000 gatunków ptaków (w tym około 50 endemicznych), 295 gatunków gadów i 269 płazów.
Z dużych ssaków żyją tu tapiry, oceloty i rzadko występujące jaguary, a z mniejszych: leniwce oraz liczne gryzonie z charakterystycznym dla Ameryki Południowej – aguti. Z ptaków spotkać tu można m kolibry, sępy i papugi.
Bogaty jest świat gadów, przede wszystkim węży – występuje tu wiele jadowitych gatunków tych zwierząt. Na plaże we wschodniej części kraju przybywają żółwie morskie, by składać jaja. W wodach przybrzeżnych i śródlądowych odnotowano ok. 350 gatunków ryb.
Liczne są także owady, gdzie poza jadowitymi pająkami występują liczne gatunki mrówek, a także termity i komary.
Tereny chronione zajmują 4,7% powierzchni kraju. W czerwcu 1998 roku utworzono Rezerwat Przyrody Środkowego Surinamu o powierzchni 1 600 000 ha. Jest to jeden z największych obszarów chronionych lasów deszczowych na świecie i w 2000 roku został wpisany na listę światowego dziedzictwa UNESCO.

## Demografia
Według szacunków w czerwcu 2018 roku Surinam miał 597 927 mieszkańców. Większość żyje na północy kraju, 2/3 w miastach, a 2/5 w Paramaribo. Największe miasta to Paramaribo, Lelydorp, Nieuw Nickerie, Moengo i Meerzorg.
Według szacunków w 2012 roku około 27,4% ludności Surinamu stanowili Indusi (których przodkowie przybyli z północnych Indii w 2. połowie XIX w.), 21,7% – Maroni (potomkowie zbiegłych czarnych niewolników, którzy byli sprowadzani z Afryki w XVII i XVIII w.); 15,7% – Kreole a 13,7% – Jawajczycy.

## Gospodarka
Gospodarka Surinamu opiera się na wydobyciu surowców mineralnych, głównie ropy, złota i boksytu. Kopalnie boksytu znajdują się koło Paranam i Overdacht. Ne terenie Surinamu odkryto ponadto chrom, miedź, diamenty, mangan, nikiel, platynę i cynk.
Drugim źródłem dochodu jest rolnictwo, a trzecim przelewy pieniężne z zagranicy, przede wszystkim z Holandii, Gujany Francuskiej i Stanów Zjednoczonych.
Mniej niż 1% powierzchni kraju nadaje się pod uprawy i około 0,5% jest wykorzystywana rolniczo. Uprawia się przede wszystkim ryż – zbiory odbywają się dwa razy w roku, banany, owoce cytrusowe i palmy kokosowe.